# 1857 dans les chemins de fer
Chronologie des chemins de fer
1856 dans les chemins de fer - 1857 - 1858 dans les chemins de fer

## Évènements
- 26 janvier : création de la Société principale des chemins de fer russes[1]. Première vague d’équipement ferroviaire, fondée sur l’appel à des capitaux privés.

- 1er février, Belgique : inauguration du chemin de fer de Kontich à Lierre (administration des chemins de fer de l'état)

- 8 avril : Napoléon III autorise par décret la création d’un réseau de chemin de fer en Algérie. Le père Enfantin, conseiller de l’empereur, qui effectué un séjour en Algérie en 1839, encourage les frères Talabot, de la Société générale, à investir dans la Colonie.
- 11 avril : création de la compagnie du chemin de fer Paris-Lyon-Méditerranée (PLM) par fusion de la compagnie du chemin de fer de Lyon à la Méditerranée (LM) et de la nouvelle compagnie du chemin de fer de Paris à Lyon (PL).
- 22 avril, France : mise en service de l'exploitation régulière de la dernière partie, sur une voie unique, entre Toulouse et Sète (dont le nom est orthographié Cette à l'époque), de sa ligne de Bordeaux à Sète, par la Compagnie des chemins de fer du Midi et du Canal latéral à la Garonne. L'inauguration a eu lieu le 6 avril à Toulouse[2].
- 25 avril : ouverture de la section de Nangis à Chaumont de la ligne Paris-Est - Mulhouse-Ville.

- 28 mai, Espagne : inauguration de la section Alar del Rey-Reinosa du chemin de fer d'Alar del rey à Santander

- 20 juillet, France : ouverture de la voie ferrée de Coutras à Périgueux.

- 10 août, France : ouverture de la gare de Saint-Étienne-de-Montluc sur la Ligne de Tours à Saint-Nazaire
- 29 août, Argentine : inauguration à Buenos Aires du Ferrocarril Oeste de Buenos Aires (FCO), premier réseau de chemin de fer argentin.
- 30 août, Argentine : mise en service du Ferrocarril Oeste de Buenos Aires (FCO) ; la ville de Treinta de Agosto dans la province de Buenos Aires prend en 1911 ce nom pour commémorer cette mise en service.

- 1er septembre, France : ouverture de la section Mondeville - Caen de la ligne de Paris à Cherbourg (Compagnie des chemins de fer de l'Ouest).

## Naissances
- x

## Décès
- x